# تاریخ پانصد ساله خوزستان
تاریخ پانصد ساله خوزستان کتابی تاریخی از احمد کسروی است. وی این کتاب را با مطالعه بر فرهنگ مردم خوزستان گردآوری کرده است. در مقدمه این کتاب کسروی کتاب را منحصر به مطالعه عشایر عرب خوزستان می‌داند.

## محتوا
کسروی در سفری در سال ۱۳۰۲ به خوزستان داشت، اطلاعات بدست آورده خود را از عرب‌های خوزستان در این کتاب نوشت. کسروی در واقع به دنبال گردآوری تاریخ عشایر عرب در خوزستان بود و می‌گوید : 
با این همه از جستجوهای تاریخی بازنایستادم و این پیش آمد مرا بر آن واداشت که پیش از همه به تاریخ آن عشایر پرداخته بدانم که از کی به آنجا آمده و از چه زمانی و از چه راهی نیرومندی یافته‌اند.
کسروی در این پژوهش به نام سیدمحمد مشعشع برخورد می‌کند. سپس معتقد است قدرت ریاست بر عشایر از مشعشعیان به کعبیان و در انتها به خاندان شیخ خزعل رسیده است. او درباره این پژوهش و نامگذاری کتاب می‌گوید :
داستان سیدمحمد وفرزندان او و تاریخ کعبیان را تا شیخ خزعل‌خان تا آنجا که می‌توانستم دنبال کرده یک رشته آگاهی اندوختم. بویژه پس از آنکه در بهار ۱۳۰۴ به تهران بازگشتم و نوشته‌ها و کتاب‌هایی را که در خوزستان دسترس نداشتم بدست آوردم و از آگاهی‌های فراوانی که گرد کرده بودم تالیفی نمودم که چون گذشته از داستان مشعشعیان و کعبیان حوادث دیگر خوزستان را در مدت پنج قرن دربرداشت آنرا تاریخ پانصدساله خوزستان نام نهادم. 
کتاب تاریخ پانصدساله خوزستان شامل سه بخش، یک دنباله و سه تاریخچه است.
- بخش اول : مشعشعیان که خود شامل دو زیربخش است

1. هفتادسال استقلال
2. انجام کار مشعشعیان

- بخش دوم: کعبیان که خود شامل دو بخش است

1. کعبیان
2. مشایخ محمره

- بخش سوم: پیشامدهای آخر خوزستان
- دنباله : گفته‌های سیدمحمد مشعشع از کتاب کلام المهدی
- چند تاریخچه